# Europees kampioenschap voetbal 2020 (Groep E) Zweden - Polen
Dit artikel gaat over de wedstrijd in de groepsfase in groep E tussen Zweden en Polen die gespeeld werd op woensdag 23 juni 2021 in het Krestovskistadion te Sint-Petersburg tijdens het Europees kampioenschap voetbal 2020. Het duel was de 34ste wedstrijd van het toernooi.

## Voorafgaand aan de wedstrijd
- Zweden stond bij aanvang van het toernooi op de achttiende plaats van de FIFA-wereldranglijst.[1] Twaalf Europese landen en EK-deelnemers stonden boven Zweden op die lijst. Polen was op de 21ste plaats terug te vinden.[2] Polen kende dertien Europese landen en EK-deelnemers met een hogere positie op die lijst.
- Zweden en Polen troffen elkaar voorafgaand aan deze wedstrijd al 26 keer. Zweden won veertien van die wedstrijden, Polen zegevierde acht keer en viermaal eindigde het duel onbeslist. In de tweede groepsfase van het WK 1974 speelden deze landen ook tegen elkaar, destijds won Polen met 0–1.
- Voor Zweden was dit haar zevende deelname aan een EK-eindronde en de zesde op een rij. Op het EK 1992 bereikte Zweden de halve finales. Polen nam voor een vierde maal deel aan een EK-eindronde en wel op rij. Het bereiken van de kwartfinales op het EK 2016 was Polens beste prestatie.
- Eerder in de groepsfase speelde Zweden met 0–0 gelijk tegen Spanje en won het met 1–0 van Slowakije. Polen verloor met 1–2 van Slowakije en speelde met 1–1 gelijk tegen Spanje. Zweden had zich al verzekerd van een plaats in de achtste finales en zou groepswinnaar worden met een zege, Polen moest winnen om zich te kwalificeren voor de volgende ronde.

## Wedstrijdgegevens[3]
| Datum                  | 23 juni 2021                                                                                  | 23 juni 2021                                                                                  |
| Aftrap                 | 18:00 uur                                                                                     | 18:00 uur                                                                                     |
| Wedstrijdnummer        | 34                                                                                            | 34                                                                                            |
| Stadion                | Krestovskistadion, Sint-Petersburg                                                            | Krestovskistadion, Sint-Petersburg                                                            |
| Toeschouwers           | 14.252                                                                                        | 14.252                                                                                        |
| Scheidsrechter         | Michael Oliver                                                                                | Michael Oliver                                                                                |
| Assistenten            | Stuart Burt Simon Bennett                                                                     | Stuart Burt Simon Bennett                                                                     |
| Vierde official        | Anthony Taylor                                                                                | Anthony Taylor                                                                                |
| Videoscheidsrechters   | Chris Kavanagh Christian Dingert (assistent) Lee Betts (assistent) Stuart Attwell (assistent) | Chris Kavanagh Christian Dingert (assistent) Lee Betts (assistent) Stuart Attwell (assistent) |
| Man van de wedstrijd   | Emil Forsberg                                                                                 | Emil Forsberg                                                                                 |
|                        | Zweden                                                                                        | Polen                                                                                         |
| Doelpunten             | 3                                                                                             | 2                                                                                             |
| Gele kaarten           | 1                                                                                             | 2                                                                                             |
| Rode kaarten           | 0                                                                                             | 0                                                                                             |
| Wissels                | 4                                                                                             | 4                                                                                             |
| Schoten op doel        | 4                                                                                             | 6                                                                                             |
| Schoten naast doel     | 5                                                                                             | 6                                                                                             |
| Overtredingen          | 13                                                                                            | 13                                                                                            |
| Hoekschoppen           | 6                                                                                             | 10                                                                                            |
| Buitenspel             | 0                                                                                             | 1                                                                                             |
| Passnauwkeurigheid (%) | 58                                                                                            | 78                                                                                            |
| Balbezit (%)           | 39                                                                                            | 61                                                                                            |

| Zweden | 2 – 3          | Polen |
| Emil Forsberg 12' (Dejan Kulusevski) Emil Forsberg 59' (Dejan Kulusevski) Viktor Claesson 90+4'                                                                                           | goals (assist) | 61' Robert Lewandowski (Piotr Zieliński) 84' Robert Lewandowski (Przemysław Frankowski) |
| Janne Andersson | bondscoach     | Paulo Sousa |
| Robin Olsen Mikael Lustig 68' Victor Lindelöf Marcus Danielson Ludwig Augustinsson Sebastian Larsson Albin Ekdal Kristoffer Olsson Emil Forsberg 78' Robin Quaison 55' Alexander Isak 68' | opstellingen   | Wojciech Szczęsny Bartosz Bereszyński Kamil Glik Jan Bednarek 61' Kamil Jóźwiak 78' Grzegorz Krychowiak 73' Mateusz Klich 46' Tymoteusz Puchacz Karol Świderski Piotr Zieliński Robert Lewandowski |
| Dejan Kulusevski 55' Marcus Berg 68' Emil Krafth 68' Viktor Claesson 78' | wissels        | 46' Przemysław Frankowski 61' Jakub Świerczok 73' Kacper Kozłowski 78' Przemysław Płacheta |
| Marcus Danielson 10' | gele kaarten   | 74' Grzegorz Krychowiak 83' Kamil Glik |
| | rode kaarten   | |